# Guzolândia
Guzolândia es un municipio brasileño del estado de São Paulo. Se localiza a una latitud 20º38'59" sur y a una longitud 50º39'43" oeste, estando a una altitud de 465 metros. La ciudad tiene una población de 4.754 habitantes (IBGE/2010). Guzolândia pertenece a la Microrregión de Auriflama.
Posee un área de 252 km².

## Historia
Fundadores: Américo Guzo (El nombre del municipio es en homenaje a este ítalo-brasileño), Feliciano Sales Cunha y Arlindo Alves, fue fundada en 1946. En la parte sudoeste del Municipio.
Fue distrito en 1958 y municipio el 7 de marzo de 1965 con posesión del primer prefecto el 28 de marzo.

## Geografía

### Demografía
Datos del Censo - 2010
Población total: 4.754
- Urbana: 4.021
- Rural: 733
- Hombres: 2.436[6]
- Mujeres: 2.318

Densidad demográfica (hab./km²): 18,86
Mortalidad infantil hasta 1 año (por mil): 19,61
Expectativa de vida (años): 69,34
Tasa de fertilidad (hijos por mujer): 1,94
Tasa de alfabetización: 82,17%
Índice de Desarrollo Humano (IDH-M): 0,729
- IDH-M Salario: 0,637
- IDH-M Longevidad: 0,739
- IDH-M Educación: 0,811

(Fuente: IPEAFecha)

## Administración
- Prefecto: Luiz Antonio Pereira de Carvalho (2º gestión) (2005/2008)
- Viceprefecto: Marcio Luis Cardoso 2º gestión
- Presidente de la cámara: (2007/2008)

## Religión
El Cristianismo está presente en la ciudad de la siguiente manera:

### Iglesia Católica
La iglesia católica del municipio forma parte de la Diócesis de Jales.

### Iglesia Protestante
En la ciudad están presentes las más diversas creencias evangélicas, principalmente pentecostales, incluidas las Asambleas de Dios de Brasil (la iglesia evangélica más grande del país), Congregación Cristiana, entre otras. Estas denominaciones están creciendo cada vez más en todo Brasil.